# Electronic Entertainment Expo
Electronic Entertainment Expo, E3 eller E3 var en årlig underholdningsmesse dedikeret primært til præsentationen af kommende udgivelser inden for computerspil og konsolspil. Messen der var den største af sin slags, blev afholdt i USA, og har blandt andet været placeret i Los Angeles, Californien og Atlanta.
I tidligere år tiltrak E3 op imod 60.000 besøgende, men for at skabe en mindre stressende atmosfære blev det senere besluttet at begrænse adgangen til udelukkende inviterede gæster. Dette resulterede i en markant reduktion af besøgstallet til omkring 5000 personer.
Efter E3 i 2006 kom det ud, at messen sandsynligvis ikke vil fortsætte i sin nuværende form. Af økonomiske grunde valgte at stoppe spilmessen midlertidigt for at ændre dens struktur, selvom mange regnede med, at der ville komme lignende arrangementer i fremtiden; for eksempel Tokyo Game Show og det stadig voksende Game Convention i Leipzig er begyndt at blive populært. Desuden blev der den 17.-19. november 2006 afholdt en dansk udgave af E3 kaldet Danish Electronic Entertainment (D3). I denne weekend var der omkring 10.000 besøgende, der blandt andet kom for at prøve PlayStation 3 og Wii. Man regner med at gentage successen årligt.